# أرثر جودفري
أرثر جودفري (بالإنجليزية: Arthur Godfrey) هو مغني ومقدم برامج إذاعية ومقدم تلفزيوني وضابط وممثل أمريكي، ولد في 31 أغسطس 1903 بمانهاتن في الولايات المتحدة، وتوفي بنفس المكان في 16 مارس 1983 بسبب نفاخ رئوي. من الجوائز التي نالها عضوية الشرف في قاعة الطيران الوطنية ‏ وجائزة بيبودي ‏.

## جوائز
- عضوية الشرف في قاعة الطيران الوطنية [الإنجليزية]‏
- جائزة بيبودي [الإنجليزية]‏

## وصلات خارجية
- أرثر جودفري على موقع IMDb (الإنجليزية)
- أرثر جودفري على موقع الموسوعة البريطانية (الإنجليزية)
- أرثر جودفري على موقع ميوزك برينز (الإنجليزية)
- أرثر جودفري على موقع أول موفي (الإنجليزية)
- أرثر جودفري على موقع قاعدة بيانات برودواي على الإنترنت (الإنجليزية)
- أرثر جودفري على موقع قاعدة بيانات الأفلام السويدية (السويدية)
- أرثر جودفري على موقع إن إن دي بي (الإنجليزية)
- أرثر جودفري على موقع ديسكوغز (الإنجليزية)
- أرثر جودفري على موقع قاعدة بيانات الفيلم (الإنجليزية)